# John Terney Hansen
John Terney Hansen (anglès: Johnny Hansen)  (Vejle, 14 de novembre de 1943), conegut com a Johnny Hansen, és un exfutbolista danès de la dècada de 1970.
Fou 45 cops internacional amb la selecció de Dinamarca. Pel que fa a clubs, defensà els colors de Vejle Boldklub, 1. FC Nürnberg i FC Bayern Múnic.